# Air National Guard

Wappen der Air National Guard

Die Air National Guard (ANG) ist der für den Luftraum zuständige Teil der Nationalgarde der Vereinigten Staaten und bildet mit dem Air Force Reserve Command (AFRC) die Reserve-Streitkraft der US Air Force (USAF); ihr Hauptquartier ist in Washington, D.C.

## Organisation und Auftrag
Die ANG untersteht den Gouverneuren der einzelnen US-Bundesstaaten, Territorien und des District of Columbia und kann dort bei Naturkatastrophen oder Unruhen zur Hilfe angefordert werden. Gleichzeitig hat sie den staatlichen Auftrag zur Luftverteidigung der gesamten USA und kann im Krisenfall vom Präsidenten mobilisiert werden. Solange die ANG-Einheiten nicht angefordert werden, sind sie verschiedenen Hauptkommandos der Air Force zugeteilt und übernehmen dort zum Teil die gleichen Aufgaben wie die Luftwaffensoldaten des aktiven Dienstes. So stellt die ANG jeweils rund die Hälfte der Lufttransport- und Luftbetankungskapazität des Air Mobility Command.

## Ausrüstung und Personal
Zur Luftflotte gehören rund 1.300 Maschinen aller USAF-Flugzeugtypen, mit Ausnahme des Stealth-Flugzeugs B-2 sowie des MH-53 Pave Low Helikopters, des B-1-Bombers und des AC-130 Gunship.
Die Mitglieder der Air National Guard (ANG) sind freiwillig Dienst leistende Milizsoldaten. Ende 2006 umfasste das Personal der ANG rund 106.000 Soldaten zuzüglich 1.200 Zivilangestellten.

## Geschichte
Die Air National Guard wurde am 18. September 1947 gegründet, gleichzeitig mit der United States Air Force. Im 20. Jahrhundert wurde sie vorwiegend bei größeren Naturkatastrophen im Inland eingesetzt. Mitte der 1970er Jahre begann die Aufwertung zu einem kämpfenden Teil der Streitkräfte als so genannte „total force“ (deutsch „Vollkraft“). Seit Beginn des 21. Jahrhunderts wird sie regelmäßig im Ausland eingesetzt, u. a. im Krieg in Afghanistan, wo über 10.000 Mann der ANG gleichzeitig ihren Dienst versahen.

## Einheiten

### US-Bundesstaaten
- Alabama Air National Guard
- Alaska Air National Guard
- Arizona Air National Guard
- Arkansas Air National Guard[2]
- California Air National Guard
- Colorado Air National Guard
- Connecticut Air National Guard
- Delaware Air National Guard[3]
- Florida Air National Guard[4]
- Georgia Air National Guard
- Hawaii Air National Guard[5]
- Idaho Air National Guard
- Illinois Air National Guard
- Indiana Air National Guard[6]
- Iowa Air National Guard[7]
- Kansas Air National Guard[8]
- Kentucky Air National Guard
- Louisiana Air National Guard[9]
- Maine Air National Guard[10]
- Maryland Air National Guard[11]
- Massachusetts Air National Guard[12]
- Michigan Air National Guard[13]
- Minnesota Air National Guard[14]
- Mississippi Air National Guard
- Missouri Air National Guard
- Montana Air National Guard[15]
- Nebraska Air National Guard
- Nevada Air National Guard[16]
- New Hampshire Air National Guard[17]
- New Jersey Air National Guard
- New Mexico Air National Guard[18]
- New York Air National Guard
- North Carolina Air National Guard[19]
- North Dakota Air National Guard[20]
- Ohio Air National Guard
- Oklahoma Air National Guard[21]
- Oregon Air National Guard
- Pennsylvania Air National Guard
- Rhode Island Air National Guard[22]
- South Carolina Air National Guard[23]
- South Dakota Air National Guard[24]
- Tennessee Air National Guard
- Texas Air National Guard
- Utah Air National Guard[25]
- Vermont Air National Guard[26]
- Virginia Air National Guard[27]
- Washington Air National Guard[28]
- West Virginia Air National Guard
- Wisconsin Air National Guard
- Wyoming Air National Guard[29]

### Federal District und Territories
- District of Columbia Air National Guard[30]
- Guam Air National Guard
- Puerto Rico Air National Guard
- Virgin Islands Air National Guard[31]